# HC Preußen Berlin
Der Handballclub Preußen Berlin war ein Berliner Handballverein.
Der Verein wurde 1990 gegründet und übernahm ab Januar 1991 die Handballer des aus dem SC Dynamo Berlin hervorgegangenen 1. SC Berlin. In der Saison 1990/91, der letzten Spielzeit der DDR-Handball-Oberliga, wurde der HC Preußen Berlin Zweiter und qualifizierte sich damit für die Handball-Bundesliga. Zudem gewann das Team den letztmals ausgetragenen FDGB-Pokal. Vor der Saison 1991/92 trat die Männermannschaft dem SV Blau-Weiß Spandau bei.
1995 wurde dem HC durch Beschluss des Amtsgerichts Charlottenburg die Rechtsfähigkeit entzogen, da er weniger als drei Mitglieder hatte, und 2002 wurde der Verein nach Liquidation gelöscht.

## Bekannte ehemalige Spieler
- Jean Baruth
- Stephan Hauck
- Jens Lause